# Kantonalbank

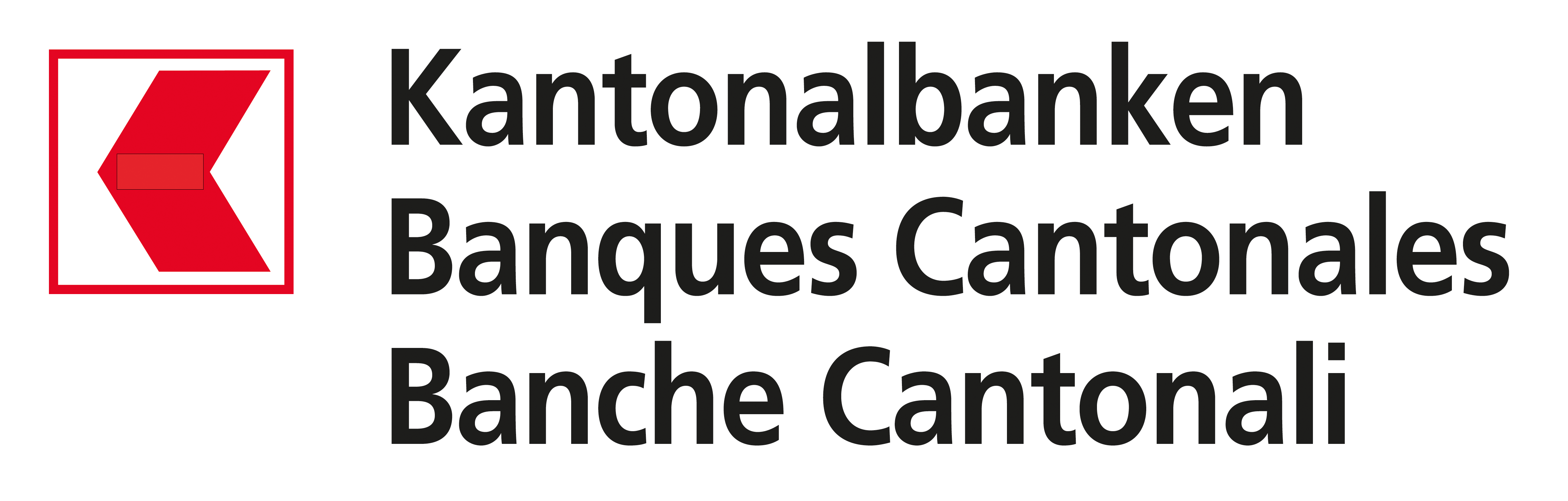

Kantonalbanken sind öffentlich-rechtliche oder als Aktiengesellschaften organisierte Banken in der Schweiz. Ihr Eigentümer – teils vollständig, teils als Mehrheitsträger – ist der jeweilige Kanton. Ihre Geschichte beginnt im 19. Jahrhundert. Die einzelnen Kantonalbanken sind eigenständig und in erster Linie im Wirtschaftsraum ihres Heimatkantons tätig. Gemeinsam haben sie einen Anteil von rund 30 % am Inland-Bankengeschäft in der Schweiz. Sie beschäftigen zusammen rund 19'000 Mitarbeiter und sind im Verband Schweizerischer Kantonalbanken zusammengeschlossen.

## Rechtsgrundlagen
Die Bundesverfassung gibt dem Bund die Kompetenz, Bestimmungen über das Bankwesen aufzustellen. Dabei ist der Gesetzgeber verpflichtet, der besonderen Aufgabe und Stellung der Kantonalbanken Rechnung zu tragen. Was eine Kantonalbank als solche auszeichnet und welchen speziellen Bestimmungen sie unterliegt, wird auf Gesetzes- und Verordnungsstufe festgelegt. Das Bundesgesetz über die Banken und Sparkassen gibt zwei wesentliche Merkmale vor:
- Die gesetzliche Grundlage einer Kantonalbank muss im kantonalen Recht festgehalten sein.
- Die Beteiligung des Kantons muss bei mehr als einem Drittel an Kapital und Stimmen liegen.

Kantonalbanken unterscheiden sich bezüglich ihrer juristischen und organisatorischen Ausgestaltung, ihrer Betriebsgrösse oder ihrer geschäftspolitischen Schwerpunkte zum Teil stark. Denn über die Rechts- und Organisationsform, die Eigentümer- oder Trägerschaft sowie den Aufgaben- und Geschäftskreis der einzelnen Kantonalbank entscheidet der jeweilige Kanton als deren Eigner aufgrund seiner spezifischen Zielsetzungen.

### Öffentlich-rechtliche Körperschaft oder Aktiengesellschaft
In den kantonalen Gesetzen können die Kantonalbanken als öffentlich-rechtliche Körperschaft, als spezialgesetzliche, gemischtwirtschaftliche oder privatrechtliche Aktiengesellschaft ausgestaltet sein.
Einer öffentlich-rechtlichen Körperschaft stellt der Kanton das Eigenkapital als so genanntes Dotationskapital zur Verfügung. Einige Institute verfügen zusätzlich über ein Partizipationsscheinkapital, das privaten Investoren die Beteiligung (ohne Stimmrecht) an der Bank ermöglicht. Nebst einer marktkonformen Verzinsung des Dotationskapitals sind die Kantone über eine zusätzliche Gewinnausschüttung am Erfolg ihrer Bank beteiligt.
Als Aktiengesellschaft konzipierte Kantonalbanken verfügen über ein Gesellschaftskapital, das in Aktien aufgeteilt ist. Der Kanton hält in der Regel jeweils die Mehrheit an Kapital und Stimmen. Wie bei anderen Aktiengesellschaften wird ein Teil des Gewinnes als Dividende ausgeschüttet.

### Staatsgarantie
Von den 24 Kantonalbanken besitzen 21 die volle Staatsgarantie (in Form einer Gewährträgerhaftung des entsprechenden Kantons). Bei diesen haftet der jeweilige Kanton somit subsidiär für alle Verbindlichkeiten seiner Bank. Je nach kantonalen Bestimmungen entrichtet die Bank dem Kanton dafür eine finanzielle Entschädigung. Keine Staatsgarantie hat die Waadtländische Kantonalbank (französisch Banque Cantonale Vaudoise) und die Berner Kantonalbank (französisch Banque cantonale bernoise), während die Genfer Kantonalbank (französisch Banque Cantonale de Genève) mit einer beschränkten Staatsgarantie operiert. Durch Verhandlungen der Schweiz mit der Europäischen Union (EU) über den Marktzutritt von Schweizer Banken in der EU wird die Staatsgarantie der Kantonalbanken in Frage gestellt.

## Ehemalige Kantonalbanken

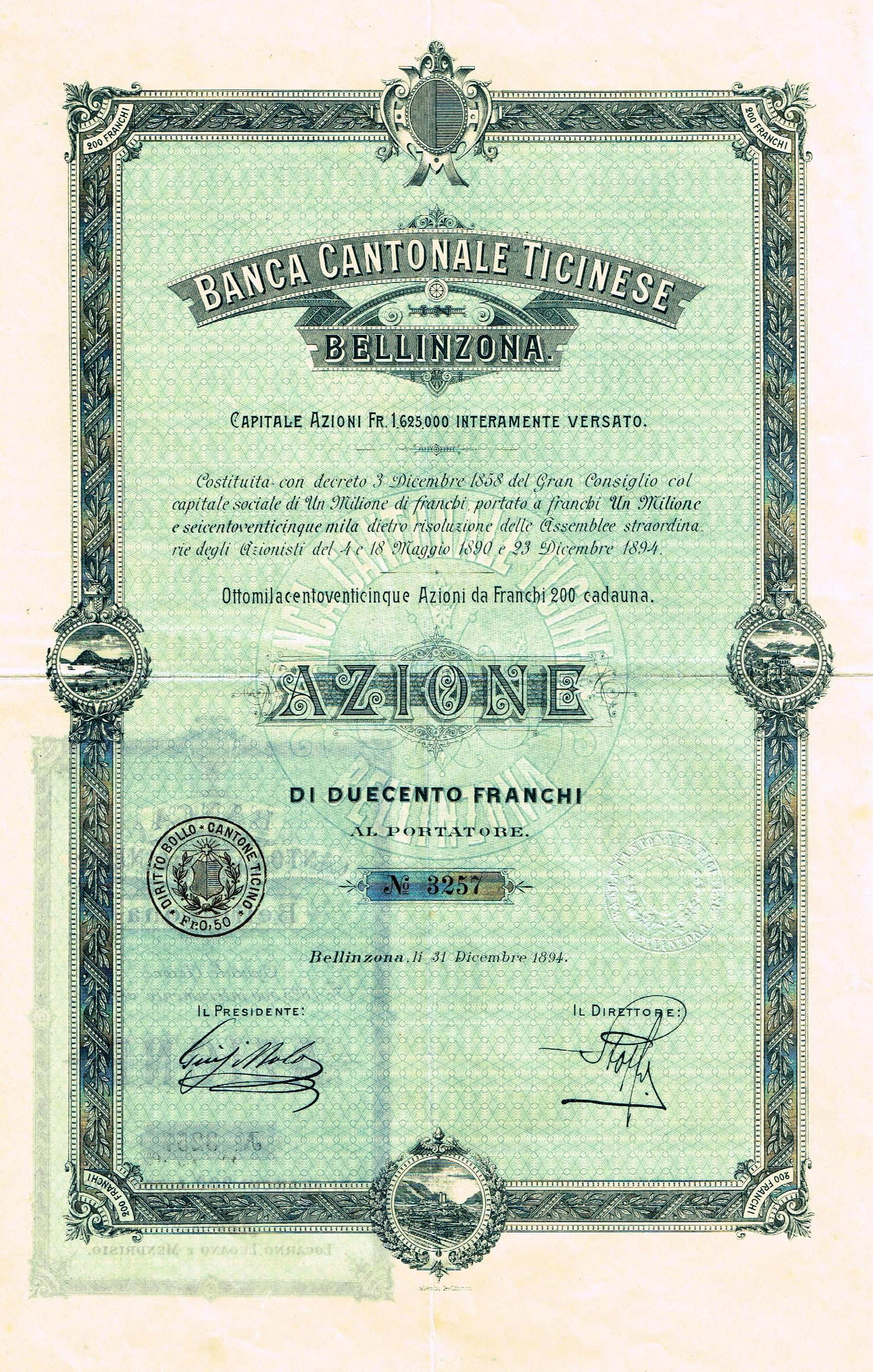
Aktie der 1914 in Konkurs gegangenen Tessiner Kantonalbank, 1915 wurde das Nachfolgeinstitut Banca dello Stato del Cantone Ticino gegründet.

Ursprünglich hatte jeder der 26 Kantone bzw. Halbkantone seine eigene Kantonalbank. Aufgrund des schwierigen wirtschaftlichen Umfelds Anfang der 1990er Jahre und durch eigenverschuldete Misswirtschaft sind Mitte der 1990er Jahre die Kantonalbanken der Kantone Solothurn und Appenzell Ausserrhoden untergegangen. Seitdem gibt es noch 24 Kantonalbanken.

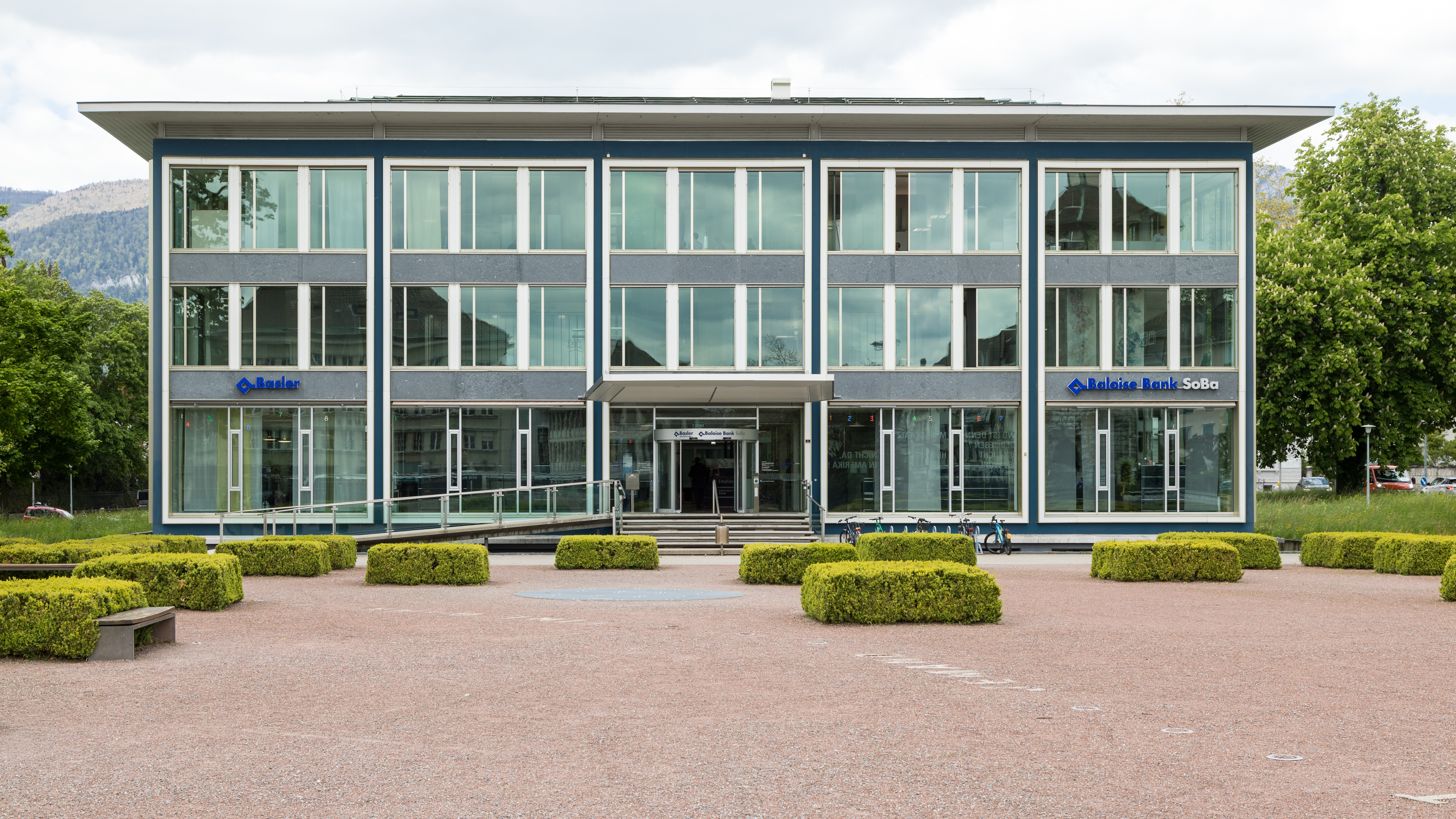
Baloise Bank SoBa in Solothurn

Die Solothurner Kantonalbank wurde nach einem Finanzdebakel auf den 1. Januar 1995 hin vom damaligen Schweizerischen Bankverein (SBV) übernommen und unter dem neuen Namen «Solothurner Bank SoBa» als Tochtergesellschaft geführt. Bei der Fusion des damaligen Schweizerischen Bankvereins (SBV) mit der damaligen Schweizerischen Bankgesellschaft (SBG) zur UBS stellte die Wettbewerbskommission die Auflage, die «Solothurner Bank SoBa» bis spätestens Frühjahr 2003 zu veräussern. Im Herbst 2000 erfüllte die UBS diese Auflage und verkaufte die ehemalige Solothurner Kantonalbank an die Basler Versicherung, welche die Bank heute unter dem Namen «Baloise Bank SoBa» führt.
Die Appenzell-Ausserrhodische Kantonalbank (ARKB) wurde nach jahrelangen erfolglosen Sanierungsversuchen auf Ende 1996 aufgelöst bzw. von der damaligen Schweizerischen Bankgesellschaft (SBG) übernommen und vollständig in den Bankkonzern integriert. Dabei ging auch das Bankarchiv an die heutige UBS über. Letzter Verwaltungsratspräsident der ARKB war Hans-Rudolf Merz (FDP) und Marianne Kleiner (ebenfalls FDP) war damals Finanzdirektorin des Kantons Appenzell Ausserrhoden.

## Entstehungsgeschichte
Die Gründung der Kantonalbanken fällt zum grössten Teil in die zweite Hälfte des 19. Jahrhunderts. Die erste Kantonalbank wurde 1816 im Kanton Genf gegründet. Mit der fortschreitenden Industrialisierung der Schweizer Wirtschaft stieg damals auch die Nachfrage nach Krediten. Weil die Vorgängerinnen der heutigen Grossbanken vorwiegend in den Eisenbahnausbau sowie in Handel und Industrie investierten, wurde das Kapital für traditionelle Wirtschaftszweige – das Handwerk und die Landwirtschaft – knapp. Selbst kleinste Kredite wurden von den Banken oft nicht gewährt. In der Folge wuchs in verschiedenen Kantonen der Wunsch nach Staatsbanken, die durch Gewährung zinsgünstiger Hypothekardarlehen die Nachfrage nach Krediten decken und mit sicheren Anlagemöglichkeiten den Sparwillen der Bevölkerung fördern sollten. Die Tätigkeit der neu gegründeten Kantonalbanken war geprägt von Bankdienstleistungen für breite Bevölkerungskreise, der Entwicklung der regionalen Wirtschaft und der Sicherstellung des Wettbewerbs. Im Laufe der Zeit bauten sie ihr Dienstleistungs- und Produktangebot immer weiter aus.

## Geschäftsbereiche
Heute gelten die Kantonalbanken generell als starke Wettbewerber im Inlandmarkt. Ihr Tätigkeitsgebiet liegt traditionell im Retail Banking und im Bankgeschäft mit kleinen und mittleren Unternehmen innerhalb des eigenen Kantonsgebietes. So sind die Bilanzen und Erfolgsrechnungen der meisten Kantonalbanken stark vom traditionellen Hypothekar- und Spareinlage-Geschäft geprägt. Einzelne Kantonalbanken, wie die Zürcher Kantonalbank und die Waadtländische Kantonalbank, haben ihr Tätigkeitsgebiet auf die Vermögensverwaltung und auf das Investmentbanking ausgedehnt und sich so wichtige zusätzliche Ertragspfeiler geschaffen.
Gemäss Art. 24 SchKG bezeichnen die Kantone die Depositenanstalten. Zahlreiche Kantone übertrugen diese Aufgabe ihren Kantonalbanken.

## Gemeinschaftsunternehmen der Kantonalbanken
Kantonalbanken bilden keine Bankengruppe, sondern sind eigenständige und teilweise sich konkurrenzierende Banken. Dennoch arbeiten sie auf verschiedenen Ebenen zusammen. Die Zusammenarbeit erfolgt einerseits über den 1907 gegründeten Verband Schweizerischer Kantonalbanken, andererseits über rund 20 Gemeinschaftsunternehmen.
Eines der wichtigsten Gemeinschaftsunternehmen war die auf Anlagefonds- und Vorsorgedienstleistungen spezialisierte Swisscanto Gruppe. Rückwirkend zum 1. Juli 2014 kaufte die Zürcher Kantonalbank am 10. Dezember 2014 die Swisscanto Holding AG und integriert sie vollständig.
Ein weiteres sehr wichtiges Gemeinschaftsunternehmen ist die Pfandbriefzentrale der schweizerischen Kantonalbanken, einer der wichtigsten Emittenten am schweizerischen Kapitalmarkt. Über die von der Pfandbriefzentrale emittierten Pfandbriefanleihen decken die Kantonalbanken rund 14 % ihres Hypothekargeschäftes.
Ebenfalls ein sehr starkes Gemeinschaftsunternehmen ist die im Kreditkartengeschäft tätige Viseca Card Services SA, Nummer 2 im Schweizer Kreditkartenmarkt. Bei dieser sind neben den Kantonalbanken auch die Raiffeisen Gruppe, RBA-Banken, Migros Bank und Bank Cler beteiligt.
Viseca Card Services SA ist Teil der auf bargeldlose Zahlungs-Dienstleistungen spezialisierte Aduno-Gruppe. Seit 1. Januar 2008 ist in dieser auch das Privatkredit- und Leasing-Geschäft des Gemeinschaftsunternehmens Cashgate integriert. Damit positioniert sich die Aduno-Gruppe als Nummer 3 im Schweizer Konsumfinanzierungsmarkt. Weitere Gemeinschaftsunternehmen bestehen in den Bereichen Reisezahlungsmittel, Geld- und Zins-Derivatmarkt-Broker sowie in weiteren kleineren aber dennoch wichtigen Bereichen.

### IT und Backoffice
Da der Informationstechnik- und Backoffice-Bereich ein immer überlebenswichtigerer, gleichzeitig aber sehr kostenintensiver Bereich ist, sind die Kantonalbanken notgedrungen bestrebt, auch in diesem Bereich enger zusammenzuarbeiten. Im April 2007 hatten die beiden grössten Kantonalbanken der Schweiz, die Zürcher Kantonalbank und die Banque Cantonale Vaudoise, eine enge Kooperation angekündigt. Geplant war ein gemeinsames IT- und Backoffice-Dienstleistungszentrum zu schaffen, das ab 2011 betriebsbereit sein soll. Ende August 2008 gaben die beiden Institute jedoch bekannt, dass das Projekt nicht weiterverfolgt wird. Darüber hinaus bestehen verschiedene kleinere regionale Kooperationen zwischen einzelnen Kantonalbanken sowohl in der Westschweiz wie auch in der Deutschschweiz.

## Kantonalbanken in Zahlen
Mit Stand 2021 gab der Verband Schweizerischer Kantonalbanken die folgende Übersicht: Im Jahr 2022 hat sich die Bilanzsumme fast aller Kantonalbanken weiter erhöht.
Einige der Kantonalbanken sind an der Börse Swiss Exchange (SIX) kotiert.

| Kantonalbank (incl. Tochtergesellschaften) | Gründungs- Jahr | Bilanzsumme (Mio.CHF) | Geschäfts- Stellen | Personal- Bestand | Rechts- Form | Staats- Garantie | Kotierung SIX |
| ------------------------------------------ | --------------- | --------------------- | ------------------ | ----------------- | ------------ | ---------------- | ------------- |
| Aargauische Kantonalbank                   | 1913            | 34'331,2              | 32                 | 755               | örK          | ja               |               |
| Appenzeller Kantonalbank                   | 1899            | 3'983,4               | 4                  | 81                | örK          | ja               |               |
| Banca dello Stato del Cantone Ticino       | 1915            | 17'945,9              | 21                 | 457               | örK          | ja               |               |
| Banque Cantonale de Genève                 | 1816            | 28'293,7              | 26                 | 834               | AG           | nein             | ja            |
| Banque Cantonale du Jura                   | 1979            | 4'143,4               | 12                 | 123               | AG           | ja               | ja            |
| Banque Cantonale Neuchâteloise             | 1883            | 11'557,3              | 12                 | 269               | örK          | ja               |               |
| Banque Cantonale Vaudoise                  | 1845            | 55'951,5              | 67                 | 1'932             | AG           | nein             | ja            |
| Basellandschaftliche Kantonalbank          | 1864            | 32'866,9              | 24                 | 774               | örK          | ja               | ja            |
| Basler Kantonalbank                        | 1899            | 53'469,8              | 41                 | 1'289             | örK          | ja               | ja            |
| Berner Kantonalbank                        | 1834            | 38'993,6              | 57                 | 1'014             | AG           | nein             | ja            |
| Freiburger Kantonalbank                    | 1892            | 28'034,8              | 26                 | 388               | örK          | ja               |               |
| Glarner Kantonalbank                       | 1884            | 7'760,9               | 8                  | 252               | AG           | ja               | ja            |
| Graubündner Kantonalbank                   | 1870            | 32'788,6              | 46                 | 819               | örK          | ja               | ja            |
| Luzerner Kantonalbank                      | 1850            | 52'837,4              | 24                 | 1'076             | AG           | ja               | ja            |
| Nidwaldner Kantonalbank                    | 1879            | 6'200,1               | 8                  | 138               | örK          | ja               |               |
| Obwaldner Kantonalbank                     | 1886            | 6'011,6               | 8                  | 159               | örK          | ja               |               |
| Schaffhauser Kantonalbank                  | 1883            | 9'183,4               | 5                  | 296               | örK          | ja               |               |
| Schwyzer Kantonalbank                      | 1890            | 22'117,7              | 23                 | 522               | örK          | ja               |               |
| St.Galler Kantonalbank                     | 1868            | 39'581,1              | 39                 | 1'109             | AG           | ja               | ja            |
| Thurgauer Kantonalbank                     | 1871            | 30'134,4              | 28                 | 711               | örK          | ja               | ja            |
| Urner Kantonalbank                         | 1915            | 3'582,7               | 6                  | 93                | örK          | ja               |               |
| Walliser Kantonalbank                      | 1917            | 18'499,8              | 30                 | 494               | AG           | ja               | ja            |
| Zuger Kantonalbank                         | 1892            | 18'147,8              | 14                 | 416               | AG           | ja               | ja            |
| Zürcher Kantonalbank                       | 1870            | 192'105,2             | 57                 | 5'145             | örK          | ja               |               |

Legende: örK: selbstständige Anstalt nach kantonalem Recht; AG: Aktiengesellschaft. Erläuterungen: Der Personalbestand ist teilzeitbereinigt. In der Quelle sind noch das Partizipationskapital (PS-Kapital) sowie das Dotations- bzw. Aktienkapital aufgeführt.